# زواج المثليين في نويفو ليون
أصبح زواج المثليين قانونيا في الولاية المكسيكية نويفو ليون منذ 31 مايو 2019، بعد صدور حكم عن محكمة العدل العليا في الأمة في 19 فبراير 2019 بإلغاء المادتين 140 و 148 من القانون المدني التي تحظر زواج المثليين. ألغت محكمة العدل العليا في الأمة كذلك شرط حصول الأفراد على أمر قضائي لزواج المثليين في الولاية.
وفقًا للنظام الأساسي، في المكسيك، إذا كانت هناك خمسة أحكام صادرة عن المحاكم بشأن قضية واحدة تؤدي إلى نفس النتيجة، فإن الهيئات التشريعية ملزمة بتغيير القانون. في حالة نويفو ليون، تم البت في حوالي 20 أمرًا فرديًا بنفس النتيجة، لكن الولاية لم تتصرف. في فبراير 2019، أصدرت محكمة العدل العليا في الأمة قرارًا نهائيًا في دعوى عدم دستورية القوانين، حيث أعلنت أن حظر زواج المثليين في الولاية غير دستوري، ولاغٍ وغير قابل للتنفيذ. دخل الحكم حيز التنفيذ في 31 مايو بعد نشره في الجريدة الرسمية للاتحاد.

## تاريخ

### إجراءات تشريعية
في 17 يونيو 2015، أعلن حزب التحالف الجديد عن نيته تقديم مشروع قانون زواج المثليين. أعلن عضو مستقل في الكونغرس عن نيته تقديم اقتراح خاص به لتشريع الاتحاد المدني بدعم من حزب العمل الوطني الحاكم. في 22 يونيو 2015، قدمت عضوة التحالف الجديد ورئيسة الكونغرس ماريا دولوريس ليل كانتو مشروع قانون زواج المثليين. في 16 مايو 2016، أعلن رئيس اللجنة التشريعية في كونغرس الولاية أنه سيتم التصويت على مشروع القانون في وقت ما في سبتمبر، ولكن هذا لم يحدث.
في نوفمبر 2017، أعلن زعيم حزب العمل الوطني في الولاية أن كونغرس نويفو ليون. لن يناقش مشروع قانون زواج المثليين. جاء تصريحه بعد أن نظمت مجموعات المثليين احتجاجًا لتشريع زواج المثليين أمام مبنى الكونغرس.

### الأوامر القضائية
على الرغم من أن زواج المثليين لم يكن قانونيًا في ذلك الوقت، فقد تمكن العديد من الأزواج المثليين من الزواج قانونيًا في الحالات الفردية، من خلال عملية تسمى الأوامر القضائية (بالإسبانية: recurso de amparo)‏.
في سبتمبر/أيلول 2013، أمر قاضٍ فيدرالي السجل المدني في نويفو ليون بتسجيل زواج بين زوجتين مثليتين. قال الحاكم رودريغو ميدينا دي لا كروز إن إدارته ستلتزم بالأمر، ولكن فقط لتلك القضية المحددة.
في 13 نوفمبر 2013، ذهب زوجان مثليان إلى مكتب السجل المدني في سان بيدرو غارزا غارسيا وقدموا طلبًا للحصول على رخصة زواج. قيل لهم أن يتوقعوا الرد في غضون أسبوع واحد. في ديسمبر 2013، تقدموا بشكوى بمساعدة «لجنة الولاية لحقوق الإنسان في نويفو ليون» ضد مكتب السجل المدني لعدم تقديم رد رسمي لهم.
في يونيو 2014، قيل إنه تم رفع تسع أوامر قضائية في الولاية، ولكن تم حل واحدة فقط. بحلول أكتوبر 2018، تم منح 17 أمرا قضائيا في الولاية.
عقدت المحكمة الدستورية للولاية جلسة في 12 سبتمبر 2014 للحكم على أمر قضائي جماعي قدمه 50 شخصًا يزعمون أن المادتين 147 و 291 من القانون المدني تمييزية لحظر زواج المثليين. في 16 أكتوبر 2014، أعلنت المحكمة العليا أن المادتين غير دستوريتين ومنحتا أمرًا قضائيا للمدعين.
في مارس 2015، تم تأكيد وجود أمر قضائي جماعي لـ 35 من الأزواج المثليين في نويفو ليون.
في 17 فبراير 2016، أمرت الغرفة الأولى للمحكمة العليا حاكم نويفو ليون، خايمي رودريغيز كالديرون، بالاعتراف بالمساكنة بين الشركاء المثليين.
في سبتمبر/أيلول 2016، أعلنت الغرفة الأولى للمحكمة العليا أن مواد مختلفة في القانون المدني للولاية غير دستورية لأنها تحد الزواج بين الأزواج المغايرين فقط. في 19 أكتوبر 2017، أعلنت الدائرة الأولى للمحكمة العليا أن المادة 147 من القانون المدني في نويفو ليون غير دستورية بسبب التمييز ضد الأزواج المثليين.
في 9 أكتوبر 2018، قضت المحكمة العليا المكسيكية بأن قانون نويفو ليون المدني غير دستوري وتمييزي لأنه يحد من الزواج بين الأزواج المغايرين فقط. أمرت المحكمة كونغرس الولاية بتغيير القانون المدني في غضون 180 يوم عمل (أي حتر 16 أبريل 2019). ومع ذلك، في فبراير 2019 قبل هذا الموعد النهائي، قضت المحكمة العليا في دعوى عدم الدستورية ضد الولاية (انظر أدناه)، بتقنين زواج المثليين.

### دعوى عدم الدستورية
تم رفع دعوى عدم دستورية ضد حظر زواج المثليين من نويفو ليون في فبراير 2018. تختلف إجراءات عدم الدستورية عن الأمور القضائية المذكورة أعلاه، حيث يمكن للمحكمة العليا إسقاط قانون الولاية بشكل مباشر وكامل. تتطلب الأمور القضائية من كونغرس الولايات العمل وتغيير القانون. على هذا النحو، فقد اختارت العديد من الكونغرس أن تتأخر عن عمد أو تتجاهل ببساطة هذه الأحكام القضائية. الفارق الآخر هو أنه لا يمكن رفع دعاوى عدم الدستورية إلا في غضون 30 يومًا من دخول القانون المعني حيز التنفيذ. في هذه الحالة، قام كونغرس نويفو ليون بتعديل قوانين الزواج الخاصة به، لكنه ترك أحكامًا تحظر زواج المثليين. هذا مؤهل لاتخاذ إجراء غير دستوري، قدمته منظمات المثليين بسرعة.
في 19 فبراير 2019، قضت المحكمة العليا بأن المادتين 140 و 148 من القانون المدني غير دستوريتان لحظر زواج المثليين، مما يشرع زواج المثليين في ولاية نويفو ليون. أعرب الحاكم خايمي رودريغيز كالديرون عن معارضته للحكم، وطلبت الجماعات الدينية التي تعارض زواج المثليين من كالديرون إلغاء الحكم أو تجاهله، ومع ذلك، فإنه لا يتمتع بسلطة القيام بذلك. تم إخطار الكونغرس رسميًا بالقرار في 26 فبراير.
دخل القرار حيز التنفيذ رسميًا في 31 مايو 2019 بعد نشره في الجريدة الرسمية للاتحاد. في غضون ذلك، بدأ السجل المدني في السماح للأزواج المثليين بالزواج دون الحاجة إلى أمر قضائي. تزوجت الزوجتان الأولان، جانيت أوليفا وأماتزو أراندا، في 11 مارس 2019 في سان نيكولاس دي لوس غارزا.
كما ألغى قرار المحكمة العليا حظر تبني المثليين للأطفال في الولاية.

## الرأي العام
وجد استطلاع للرأي عام 2017 أجرته مؤسسة مجلس الاتصالات الاستراتيجية أن 48% من سكان نويفو ليون يؤيدون زواج المثليين. كان 49% يعارضون ذلك.
وفقًا لمسح أجرته في عام 2018 أجراه المعهد الوطني للإحصاء والجغرافيا، عارض 44% من سكان نويفو ليون زواج المثليين.